# El Jebha

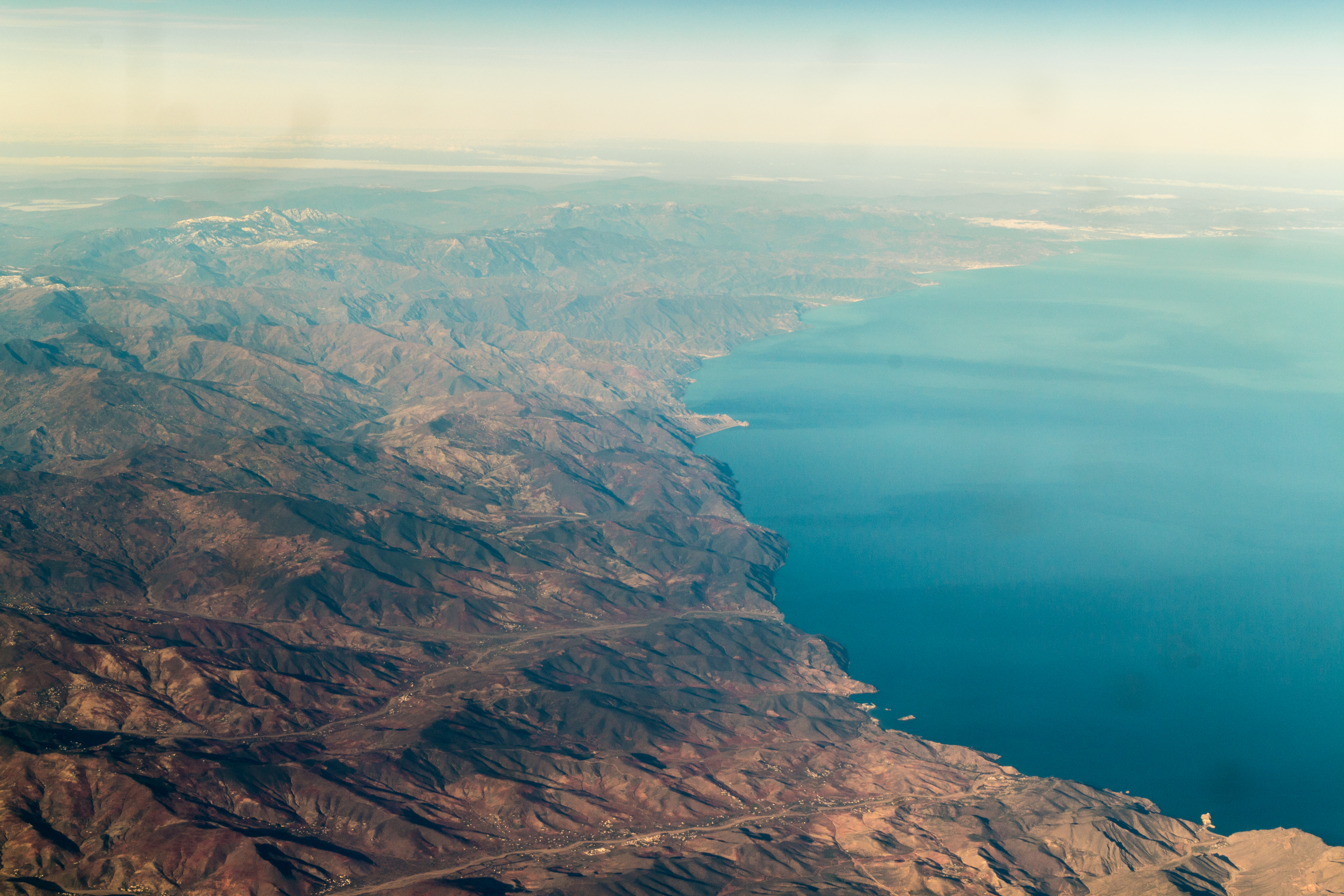
Marroc Mediterrane Coast (West Side) - Air Photo form Bades over El Jebha to Tetuan with Rif mountains, Tànger-Tetuan region (2014)

El Jebha (àrab: الجبهة, al-Jabha) és una petita ciutat portuària situada a la costa Mediterrània, als peus del Rif, al nord del Marroc. Forma part de la ruta que va de l'oest a l'est passant pel nord del Marroc. El Jebha, és la capital del districte (cercle) de Mtiwa i pertany a la província de Chefchaouen a la regió de Tànger-Tetuan.
L'any 1994 tenia 2.406 habitants, mentre que el 2004 arribava a 2.984.
Els carrers són rectes amb les cases alienades, algunes conserven l'aire colonial.
El nom de la ciutat deriva de la seva localització al peu d'una cadena de muntanyes. El Jebha és l'equivalent àrab de front, i les muntanyes que l'envolten destaquen com si la ciutat fos el seu front.

## Economia
Les dues fonts principals d'ingressos són la pesquera i el comerç. El port genera recursos tant per la pesca, com pels turistes que voregen el Mediterrani per la costa, com pel comerç que genera tot plegat.
El dia més important en la setmana és sens dubte el dimarts, conegut com el Tlatha. Aquest dia molta gent s'acosta a El Jebha per fer la seva compra setmanal. Totes les botigues s'abarroten i els carrers s'omplen de furgonetes i camions.